# FAMAS
FAMAS (em francês: Fusil d'Assaut de la Manufacture d'Armes de Saint-Étienne, tradução para "Fuzil de assalto da manufatura de armas de Saint-Étienne") é um fuzil de assalto de origem francesa, desenvolvido e fabricado pela MAS (Manufacture d'armes de Saint-Étienne) em 1978, e atualmente fabricado pela sua sucessora, a Nexter.
O fuzil FAMAS começou a ser concebido em 1967 pela Saint-Étienne, projetado pelos engenheiros franceses Paul Tellié e Alain Coubes. Pelo seu formato foi apelidado de Le Clairon (A Corneta) por jornalistas. O FAMAS é reconhecido por sua configuração ambidestra. Visando a ergonomia, o FAMAS é dotado de um sistema permitindo a utilização destra ou canhota com a simples inversão de certas peças.
A Saint-Étienne, uma organização estatal, foi parte do conglomerado GIAT Industries, uma das maiores empresas do segmento de defesa do mundo, e atualmente chamada Nexter Systems. O FAMAS foi a parte principal do sistema de combate integrado FÉLIN (Felino). A partir de 2017, o FAMAS passou a ser substituído na maioria das unidades da linha de frente do Exército francês pelo HK416F; o FAMAS deverá permanecer em serviço limitado até 2028. O FAMAS permanecerá o armamento padrão dos reservistas da Guarda Nacional.

## Desenvolvimento

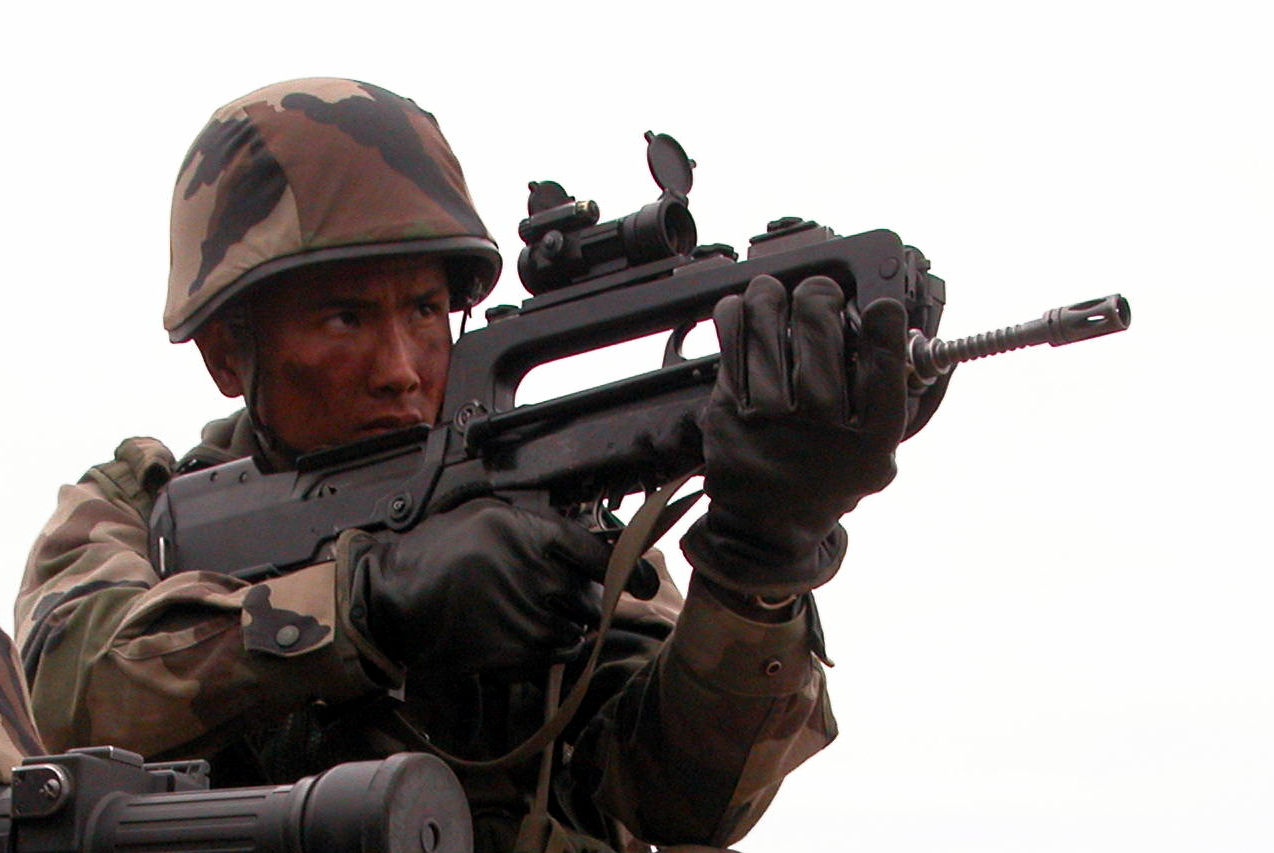
Um soldado de infantaria francesa do 2e REI com seu fuzil FAMAS.

O Exército francês, assim como todas as forças armadas daquele país, tem um forte tradição em usar sistemas de armas desenvolvidos pela indústria local, ficando assim livre de influencia dos ânimos internacionais que poderiam acarretar em boicotes e interrupções no fornecimento de peças de reposição de suas armas. Assim sendo, o fuzil de suas tropas, como não poderia deixar de ser, é um projeto original francês e bastante arrojado considerando a época em que entrou em serviço.
O calibre escolhido foi o 5,56 x 45 mm, que estava sendo adotado como calibre padrão das forças da OTAN naquela época. Os testes dos primeiros protótipos começaram em 1972 sendo que ocorreram problemas que fizeram a adoção do FAMAS atrasar obrigando aos franceses a adotarem uma medida paliativa enquanto o seu fuzil em desenvolvimento não estivesse pronto. Foram adquiridos 2.5000 fuzis suíços SIG SG-540 como expediente temporário, armando certas unidades das tropas navais, paraquedistas e da 13e DBLE da Legião Estrangeira operando no Chade, Líbano e no Djibouti.
A incorporação do FAMAS como armamento padrão da tropa foi decidida pelo chefe de estado-maior do Exército Francês  em 8 de agosto de 1977, sob a designação "Fusil Automatique MAS 5,56 Modèle F1". No final do ano, um primeiro lote de 20.000 fuzis foi produzido. O FAMAS foi adotado pela tropa em 1978, com testes práticos ocorrendo até 1979. O 75º Regimento de Infantaria de Valence testou 29 fuzis para verificar a robustez da arma em condições reais de emprego, e definir as doutrinas de emprego do novo material. Os testes confirmam as avaliações originais e incluíram sugestões dos militares, como o redutor de rajada.
O FAMAS desde então vem sendo aperfeiçoado e faz parto do sistema integrado FÉLIN (modernização do soldado francês).

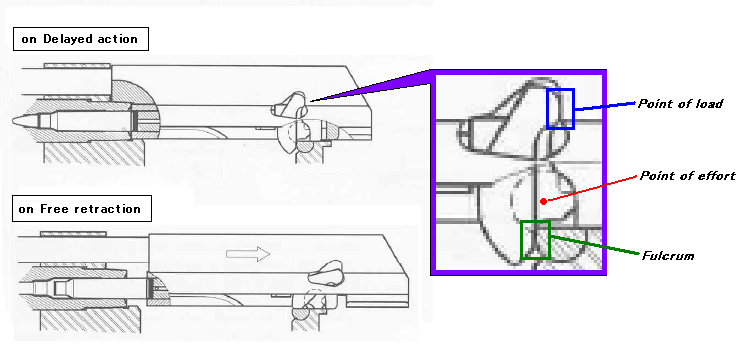
Diagrama do sistema de tiro de recuo por gás do FAMAS.

O FAMAS é um fuzil de configuração Bullpup, ou seja, com o mecanismo de disparo e carregador montado na parte traseira da arma, mais especificamente na coronha. Essa configuração permite uma significativa diminuição do comprimento total do fuzil, sem com isso sacrificar o tamanho do cano que continua com bom comprimento para tiros precisos a maiores distancias. O sistema de operação é por recuo retardado, e aproveitamento dos gases do disparo. A janela de ejeção é ambidestra, o que significa que pode ser aberta para o lado direito ou esquerdo, de acordo com o perfil do soldado.
A cadência de tiro atingida pelo FAMAS é de 1.000 tiros por minuto. O FAMAS tem um seletor de tiro composto por 4 posições nas versões atuais do fuzil. Essas posições são: “Seguro” (travado); "Intermitente" (um tiro por vez), "Rajada" (rajada curta de 3 tiros) e "Automático" (disparo contínuo enquanto o dedo estiver no gatilho).
O FAMAS tem outra característica que o destaca dos demais fuzis de assalto. Ele vem, em todas as versões, equipado com um bipé dobrável montado acima da telha o que facilita o posicionamento do soldado em tiros deitado ou quando se fizer necessário um disparo de maior precisão.

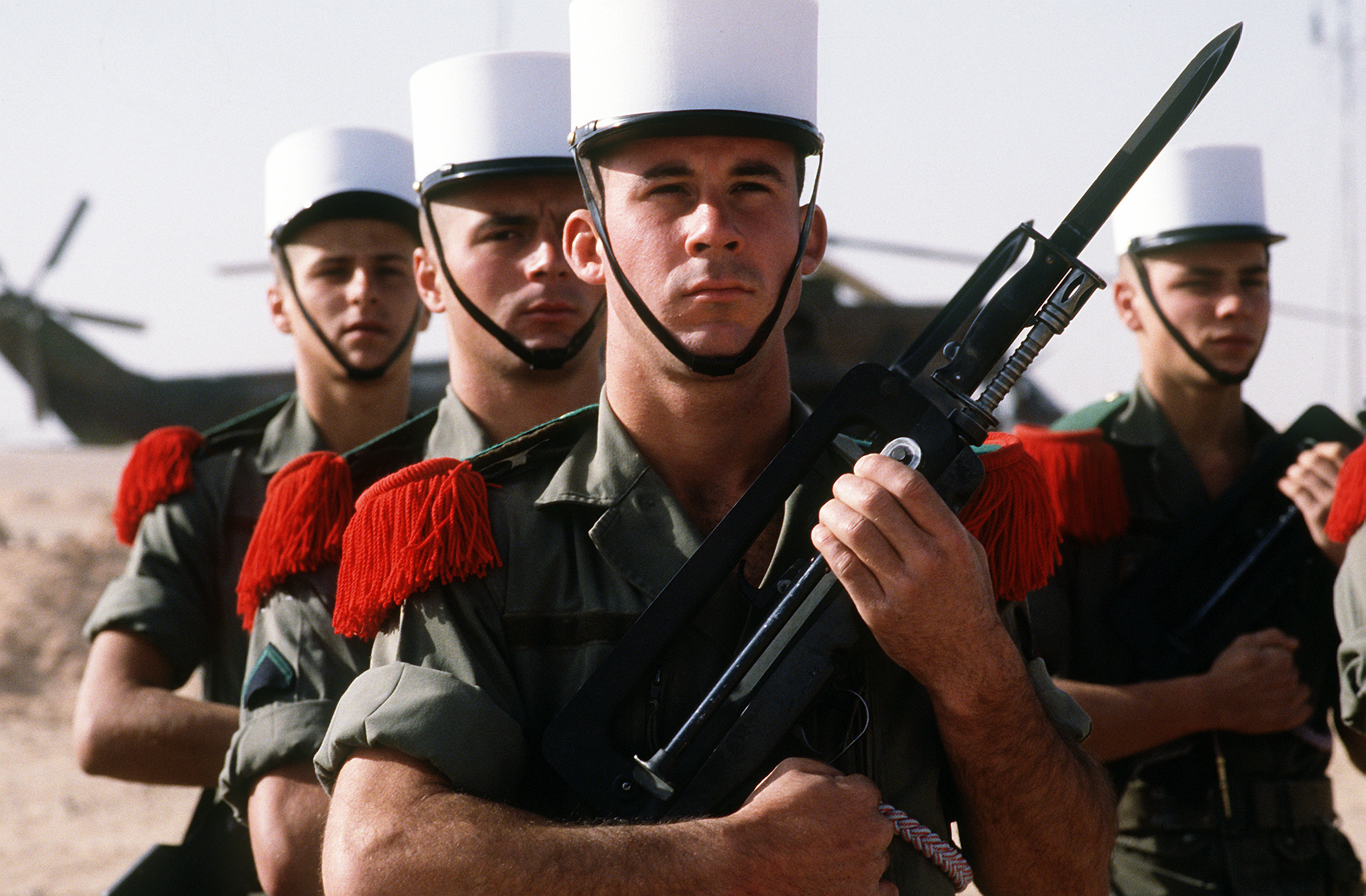
Legionários do 6e REG armados com o FAMAS F1 durante uma guarda de honra para o General Khalid Bin Sultan Bin Abdul Aziz na Arábia Saudita, 14 de maio de 1992.

O FAMAS original foi levemente modificado para uma versão conhecida como G-1. Essas modificações foram relativamente simples como o aumento das dimensões do gatilho e teve uma mudança na parte plástica da telha. Uma modernização mais profunda foi levado a cabo e gerou o modelo G-2 que usa carregador tipo STANAG (o mesmo dos fuzis M-16/AR-15) para 30 tiros, aumentando assim sua capacidade em 5 tiros em relação ao carregador original do FAMAS. Outra significativa mudança foi a substituição do anel do gatilho por uma grande alça ao estilo do fuzil Steyr AUG, que facilita o uso com luvas grossas, normalmente utilizadas em ambientes árticos. O FAMAS é compatível com lançador de granadas de origem norte-americana além de baioneta.

## Programa de modernização
O programa francês de modernização do soldado conhecido como FELIN já tem integrado o fuzil FAMAS amplamente modificado para incorporar sistemas de mira eletrônica e câmera para visada indireta. 
O exército francês resolveu em 2017 começar a substituir o FAMAS pelo HK416.